# Allan Borgvardt
Allan Borgvardt (Bramming, 5 giugno 1980) è un ex calciatore danese, di ruolo attaccante.

## Carriera
Borgvardt iniziò la carriera in patria, con le maglie di Esbjerg e Aarhus. Passò poi agli islandesi dello Hafnarfjörður. Nel 2005 fu ingaggiato dai norvegesi del Viking, per cui debuttò nella Tippeligaen il 10 settembre, sostituendo Ronny Deila nella vittoria per 3-2 sul Rosenborg.
L'anno seguente firmò per il Bryne, club militante in Adeccoligaen. L'esordio in squadra fu datato 9 aprile 2006, quando fu schierato titolare nel successo per 1-0 sul Løv-Ham. Il 23 aprile arrivò la prima rete, nel pareggio casalingo per 3-3 contro lo Hønefoss.
Il 3 febbraio 2010 fu reso noto il suo ingaggio da parte del Sandnes Ulf. Giocò il primo incontro in data 5 aprile, nella sconfitta per 1-0 sul campo del Moss. Il 30 maggio arrivarono le prime reti, con una doppietta che permise il successo della sua squadra sul Tromsdalen per 2-1.
A fine stagione, si ritrovò svincolato. Passò poi agli svedesi del Sylvia.

## Palmarès

### Club

#### Competizioni nazionali
- Campionato islandese: 2

FH: 2004, 2005
- Coppa di Lega islandese: 1

FH: 2004

#### Competizioni internazionali
- Atlantic Cup: 1

FH: 2005